# Воронезька провінція
Воронезька провінція — одна з провінцій Московського царства й з 1721 року Російської імперії. Центр — місто Воронеж.
Воронезька провінція була утворена у складі Азовської губернії за указом Петра I «Про устрій губерній і про визначення в оті правителів» у 1719 році. До складу провінції були включені міста Воронєж, Верхососенський, Дьомшинськ, Землянськ, Коротояк, Костенськ, Ольшанськ, Орлов, Острогожськ, Урив, Усерд, Усмань, Битюцькі й Корецькі волості, фортеці Транжамент, Павловська, Тавров і Хоперська.
В 1725 році Азовська губернія перейменована на Воронезьку губернію.
У листопаді 1775 року поділ губерній на провінції було скасовано.